# Vympel R-60
R-60 Utka (ryska: Р-60 утка (anka), NATO-namn: AA-8 Aphid: bladlus) är en lätt jaktrobot med infraröd målsökare som utvecklades i slutet av 1960-talet i Sovjetunionen. Roboten började utvecklas för den nya MiG-23. När den introducerades var den bland de minsta jaktrobotarna med en vikt på 43,5 kg. Den har en IR-målsökare som fungerar utan kylning vilket minskar känsligheten men ökar tillförlitligheten. Styrningen sker genom roder monterade i främre delen av kroppen. Framför rodren sitter fyra canardvingar som skall öka roderverkan vid höga anfallsvinklar.